# Alfredo Chavero
Alfredo Chavero (Ciudad de México, 1 de febrero de 1841 - ibídem, 24 de octubre de 1906) fue un abogado, poeta, dramaturgo, historiador, arqueólogo y político mexicano. Fue miembro de la Academia Mexicana de la Lengua, donde ingresó el 22 de enero de 1884 y fue el 2° ocupante de la silla número XIV.

## Primeros años
De ideología liberal, participó como político en varios puestos. Se tituló como abogado del Colegio de San Juán de Letrán en 1861, lo cual le impulsó a volverse diputado por un distrito del estado de Guerrero al cumplir los 21 años. De postura liberal, se le asoció rápidamente con el otrora presidente Benito Juárez durante el periodo de ocupación bajo Maximiliano de Habsburgo. Cuando Lerdo de Tejada entró al poder, Chavero partió a Europa. Regresó hasta el final del periodo de De Tejada, para volverse Secretario de Relaciones Exteriores. Fue regidor del Ayuntamiento de la Ciudad de México en 1871, contralor del Banco Nacional y diputado reelecto, puesto que ejercerá hasta su muerte, en 1906. También fue magistrado del Tribunal Superior del Distrito, miembro de la Corte Permanente de Arbitraje en La Haya y miembro fundador de la Asociación Americana de Antropología.
Como poeta y dramaturgo sus obras alcanzaron considerable éxito en París durante su época, pero pasaron de moda, se les considera acartonadas por lo que no persistieron en el gusto del público. 
Colaboró con el periódico El Siglo Diez y Nueve y La Chinaca. Fue director de la Escuela de Comercio, donde también ejerció como profesor de derecho administrativo, así como del Colegio de las Vizcaínas.
Fue director del Museo Nacional desde 1903, por el cual se dice que no recibiá remuneración monetaria alguna. Se le nombró secretario perpetuo de la Sociedad Mexicana de Geografía y Estadística (SMGE) y además de que fue miembro de gran parte de las sociedades científicas mexicanas.
A la muerte del presidente Benito Juárez, pronunció un discurso durante los funerales.

## Arqueólogo e historiador

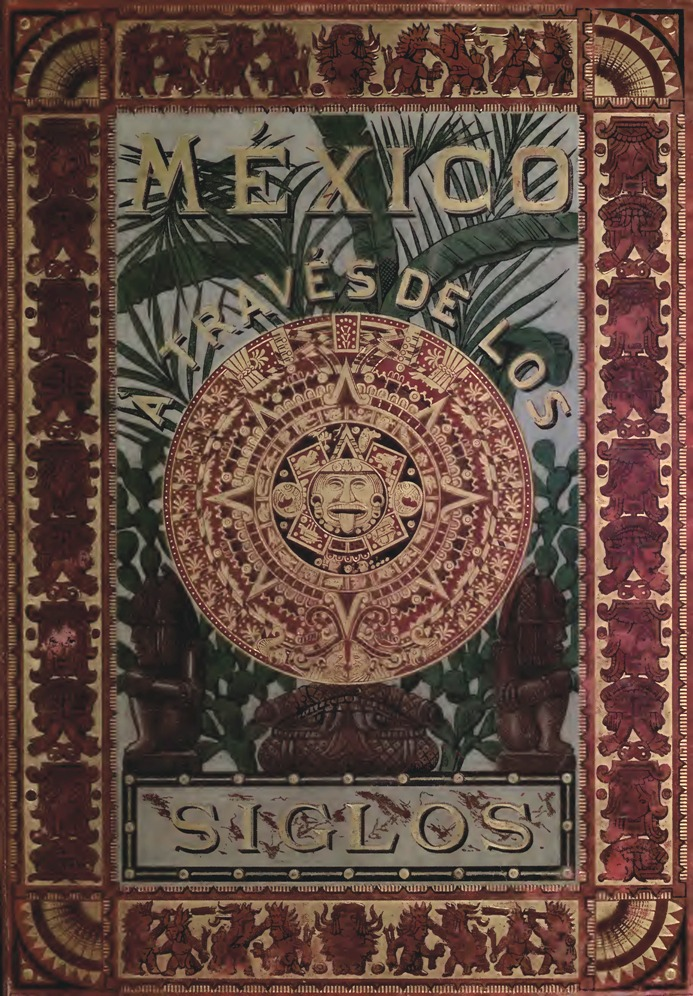
México a través de los siglos, una de las obras más importantes de la historiografía mexicana. Chavero hizo el primer tomo

Chavero fue pionero en los estudios de la arqueología mexicana, colaboró con Vicente Riva Palacio escribiendo el primer volumen de la obra titulada México a través de los siglos, la cual fue publicada en la década de 1880. Fue también un bibliófilo, su biblioteca personal fue originada al comprar los libros de José Fernando Ramírez.

## Publicaciones
Obras de divulagción
- Estudio sobre la Piedra del Sol (1875) y (1877-1903).
- Calendario azteca: ensayo arqueológico por Alfredo Chavero (1876).
- Biografía de Sahagún (1877).
- Sahagún. Estudio por Alfredo Chavero (1877).
- México a través de los siglos : historia general y completa... (1882)[8]
- Explicaciones del Códice Aubin (1890).
- Explicaciones sobre el Lienzo de Tlaxcala (1892).
- Explicaciones sobre el Códice Borgia (1900).
- Colegio de Tlatelolco (1902), en el Boletín de la Real Academia de la Historia, tomo 40, pp. 517-529
- Historia de los celtas. Sus fuentes literarias (1902), en el Boletín de la Real Academia de la Historia, tomo 40, pp. 517-529
- Apuntes viejos de bibliografía mexicana (1903).
- Calendario de Palemke: signos cronográficos. Primera parte (1906).

Poesía
- Bienaventurados los que esperan. Comedia en tres actos y en prosa (1878).
- Quetzalcóatl. Ensayo trágico en tres actos y en verso (1878).
- Los amores de Alarcon. Poema dramático en tres actos y en prosa (1879).
- Xóchitl. Drama en tres actos y en verso (1879).
- ¡El huracán de un beso! Drama en dos actos y en prosa, precedido de una introducción, original de Alfredo Chavero (1886).

Recopilaciones y otros
- Discurso pronunciado en los funerales del C. Benito Juárez presidente de los Estados-Unidos Mexicanos (1872).
- Edición de Historia chichimeca de Fernando de Alva Ixtlilxóchitl (1821-1822).
- Edición de Historia de Tlaxcala de Diego Muñoz Camargo (1892).
- Discurso pronunciado el 24 de septiembre de 1904 en el Congreso de Artes y Ciencias de la Exposición Universal de San Luis Missouri (1905).
- Obras del Lic. Don Alfredo Chavero, miembro de número de la Academia Mexicana de la Lengua y correspondiente de la Española. Tomo I: Escritos diversos (1904).